# Ofensiva de Daraa (octubre de 2014)
La ofensiva Daraa de octubre de 2014, cuyo nombre en código fue "wa al-Fajr wa Layali Asher"  ("Por el amanecer y diez noches"), fue una operación militar lanzada por rebeldes sirios durante la guerra civil siria en la Gobernación de Daraa, en una intento de tomar el control de Al-Harra y Al-Sanamayn.  Esta operación se produjo después de la exitosa ofensiva rebelde en la provincia de Quneitra , que dio lugar a que los rebeldes tomaran posesión del lado controlado por Siria del Golán y la captura de varios pueblos, aldeas y colinas en las provincias de Quneitra y Daraa. 

## Ataque fallido del ejército y ofensiva rebelde
El 3 de octubre, 23 soldados habrían muerto después de un intento fallido de recuperar el control sobre Deir al-Adas.  Al día siguiente, los rebeldes anunciaron el inicio de una operación militar llamada "wa al-Fajr wa Layali Asher", que tenía como objetivo capturar la ciudad de Al-Harra y su colina estratégica de 1.075 metros de altura y asediar a las fuerzas del Ejército en Sanamayn y sus alrededores. cuartel.  Ese día, entre 18 y 60 rebeldes fueron asesinados.
El 5 de octubre, al menos 30 soldados y 29 rebeldes murieron en Tell al-Harrah y en su base de radar.  Los rebeldes capturaron la colina, aldea de Zimrin y la barrera de Oum El-Aaoussaj en la ciudad de al-Harrah.  Según fuentes de la oposición, dos tanques del ejército fueron destruidos y un avión de combate fue derribado, mientras que los rebeldes también lograron capturar el Tell al-Ahmar y la facilidad de seguridad en el sur de la ciudad de al-Harrah y el puesto de control de al-Jadeera al este de eso  La base en la colina contenía el Centro C , una instalación de espionaje dirigida por una unidad especial rusa.  
Al día siguiente, los rebeldes capturaron la aldea de Zimrin (al este de la ciudad de Al-Harrah), las dos colinas estratégicas que la rodean (Western Tell Zimrin y Northern Tell Zimrin), y dos puntos de control cercanos.  Ese día, 16 rebeldes (incluidos dos comandantes) y seis miembros de la misma familia fueron asesinados.

## Secuelas
El 10 de octubre, el ejército sirio comenzó a bombardear la ciudad de al-Harrah desde el aire y con misiles tierra-tierra, matando a 20 personas.
El 15 de octubre, el general de brigada sirio "Mahmud Abo Arraj", comandante de la Brigada 121 afiliada a la Séptima División, huyó de su hogar en Damasco a la frontera entre Siria y Jordania, luego de escuchar que será procesado y ejecutado por alto Traición debido a la "entrega de al-Harrah".
El 17 de octubre, los rebeldes anunciaron el inicio de una nueva batalla llamada "Ahlo al-Azem", cuyo objetivo era capturar los siguientes puntos de control del Ejército: Umm al-Mayazen al Tebeh, el punto de control de Al-Ma'esra y el punto de control de Al-Kazeyyat.  Estos puntos de control se encuentran a lo largo de la carretera Damasco-Jordania y se consideraban los más grandes de su tipo en el área oriental.  El 20 de octubre, los rebeldes capturaron los puestos de control de al-Jeser, al-Falahin y al-Ma'sara cerca de Umm al-Mayazan después de tres días de lucha.  El pueblo de Umm al-Mayazan fue capturado por los rebeldes al día siguiente, luego de intensos combates con el ejército, quienes se retiraron del pueblo y, según se informa, infligieron numerosas bajas a los rebeldes.  Ese mismo día, al menos 8 personas murieron después de que la Fuerza Aérea Árabe Siria bombardeó la ciudad fronteriza de Nasib.
El 23 de octubre, los rebeldes capturaron el puesto de control de Umm al-Mayathen cerca del cruce fronterizo de Nasib.